# Cybercar
 (janvier 2023).
Si vous disposez d'ouvrages ou d'articles de référence ou si vous connaissez des sites web de qualité traitant du thème abordé ici, merci de compléter l'article en donnant les références utiles à sa vérifiabilité et en les liant à la section « Notes et références ».
Le Cybercar est un véhicule routier entièrement automatisé, au moins sur certaines infrastructures, sous contrôle d'un système de gestion, et pouvant transporter des personnes ou des marchandises.
Ce nouveau concept de transport (aussi appelé CTS pour Cybernetic Transport Systems) a été proposé en 1991 par l'INRIA (Institut National de Recherche en Informatique et en Automatique) et mis en place pour la première fois à l'aéroport Schiphol d'Amsterdam en décembre 1997 avec les véhicules ParkShuttles de la société Frog, puis en 1998 dans une banlieue de Rotterdam. Le terme cybercar est utilisé par le sénateur René Trégouët, président de la Commission Innovation au Sénat.
Plusieurs sociétés fabriquent des cybercars et mettent en place les CTS : Navya, Robosoft et Lohr en France, ATS Ltd en Grande-Bretagne, APGM en Finlande, Toyota au Japon. Chaque véhicule coute entre 50 000 et 200 000 €. La Commission Européenne a financé le développement des cybercars dans les projets CyberCars et CyberMove entre 2001 et 2004.